# Wang’an (Penghu)
Wang’an (chinesisch 望安鄉, Pinyin Wàng-an Xiang, Pe̍h-ōe-jī Bāng-oaⁿ-hiong) ist eine Landgemeinde (鄉,  Xiāng) auf den Penghu-Inseln der Republik China (Taiwan).

## Lage und Klima
Wang’an liegt im Süden des Penghu-Archipels und besteht aus 18 Inseln. Von diesen sind allerdings nur vier bewohnt: die namensgebende Wang’an-Hauptinsel  (Wang’an Dao, 望安島), die Jiangjun‘ao-Insel (Jiangjun‘ao Yu, 將軍澳嶼), die Dongji-Insel (Dongji Yu, 東吉嶼) und die Insel Dongyuping (東嶼). Die Gesamteinwohnerzahl beträgt etwa 5400 (Stand 2024). Die Topographie ist im Allgemeinen flach. Allerdings findet sich auf der Insel Damao (大貓嶼), ) der mit 79 Metern höchste Punkt der Penghu-Inseln. Die Küstenlinien sind wie überall auf Penghu sehr zerklüftet. Der Jahresniederschlag liegt bei 1000 mm und ist sehr ungleich über das Jahr verteilt. Ein Großteil des Niederschlages fällt in den Monaten April bis September. In der übrigen Jahreszeit herrscht relative Wasserknappheit. Von Oktober bis März weht ein starker Nordostmonsun. Durch die klimatischen Gegebenheiten und die relativ unfruchtbaren Böden ist die landwirtschaftliche Nutzung begrenzt.
Auf der Dongji-Insel befindet sich eine Wetterstation des Zentralen Wetteramts Taiwans.
|                        | Jan  | Feb  | Mär  | Apr  | Mai   | Jun   | Jul   | Aug   | Sep   | Okt  | Nov  | Dez  |   |         |
| Mittl. Temperatur (°C) | 17,8 | 18,2 | 20,3 | 23,3 | 25,7  | 27,4  | 28,4  | 28,2  | 27,3  | 25,3 | 22,7 | 19,6 | ⌀ | 23,7    |
| Mittl. Tagesmax. (°C)  | 19,7 | 20,3 | 22,7 | 25,7 | 28,0  | 29,4  | 30,6  | 30,5  | 29,6  | 27,4 | 24,6 | 21,5 | ⌀ | 25,9    |
| Mittl. Tagesmin. (°C)  | 16,4 | 16,6 | 18,4 | 21,5 | 23,9  | 25,7  | 26,6  | 26,4  | 25,7  | 24,0 | 21,3 | 18,2 | ⌀ | 22,1    |
|                        |      |      |      |      |       |       |       |       |       |      |      |      |   |         |
| Niederschlag (mm)      | 16,9 | 30,8 | 44,9 | 67,7 | 135,4 | 183,7 | 177,3 | 207,9 | 120,0 | 31,5 | 20,6 | 17,0 | Σ | 1.053,7 |
|                        |      |      |      |      |       |       |       |       |       |      |      |      |   |         |
| Sonnenstunden (h/d)    | 4,0  | 3,7  | 4,7  | 5,6  | 6,5   | 7,0   | 8,7   | 7,8   | 7,5   | 6,8  | 5,1  | 4,2  | ⌀ | 6       |
|                        |      |      |      |      |       |       |       |       |       |      |      |      |   |         |
| Regentage (d)          | 3,8  | 3,8  | 5,0  | 6,8  | 8,0   | 9,8   | 8,4   | 9,5   | 6,6   | 1,6  | 2,3  | 1,9  | Σ | 67,5    |

| 16,4 |

| 16,6 |

| 18,4 |

| 21,5 |

| 23,9 |

| 25,7 |

| 26,6 |

| 26,4 |

| 25,7 |

| 24,0 |

| 21,3 |

| 18,2 |

| 16,4 |

| 16,6 |

| 18,4 |

| 21,5 |

| 23,9 |

| 25,7 |

| 26,6 |

| 26,4 |

| 25,7 |

| 24,0 |

| 21,3 |

| 18,2 |

## Geschichte
Wang’an teilte die Geschichte der übrigen Penghu-Inseln. Im 17. Jahrhundert kamen die Inseln unter die dauerhafte Kontrolle des chinesischen Kaiserreichs der Qing-Dynastie, 1895 bis 1945 befanden sie sich unter japanischer Herrschaft und seit 1945 gehören sie zur Republik China.

## Bevölkerung
Im Jahr 1981 betrug die Einwohnerzahl 6686. In den folgenden Jahren nahm sie bis auf ein Minimum von 3624 im Jahr 1995 ab und stieg dann allmählich wieder an, auf 5412 im Februar 2024. Wie praktisch alle ländlichen Gemeinden in der Republik China hat Wang’an mit dem Problem der Überalterung der Bevölkerung zu kämpfen.
| Gliederung von Wang‘an |
|                        |

## Verwaltungsgliederung
Wang’an ist administrativ in neun Dörfer (村,  Cūn) eingeteilt. Der Verwaltungssitz befindet sich im Dorf Dong’an.
1 Huayu (花嶼村)

2 Shui’an (花嶼村)

3 Jiangjun (將軍村)

4 Zhongshe (中社村)

5 Xi’an (西安村)

6 Dong’an (東安村)

7 Xiping (西坪村)

8 Dongping (東坪村)

9 Dongji (東吉村)

## Verkehr
Es gibt eine tägliche Schiffsverbindung nach Magong und Qimei. Außerdem gibt es gelegentlich Flüge vom kleinen Ortsflughafen Wang’an mit Kleinflugzeugen von Kaohsiung aus.

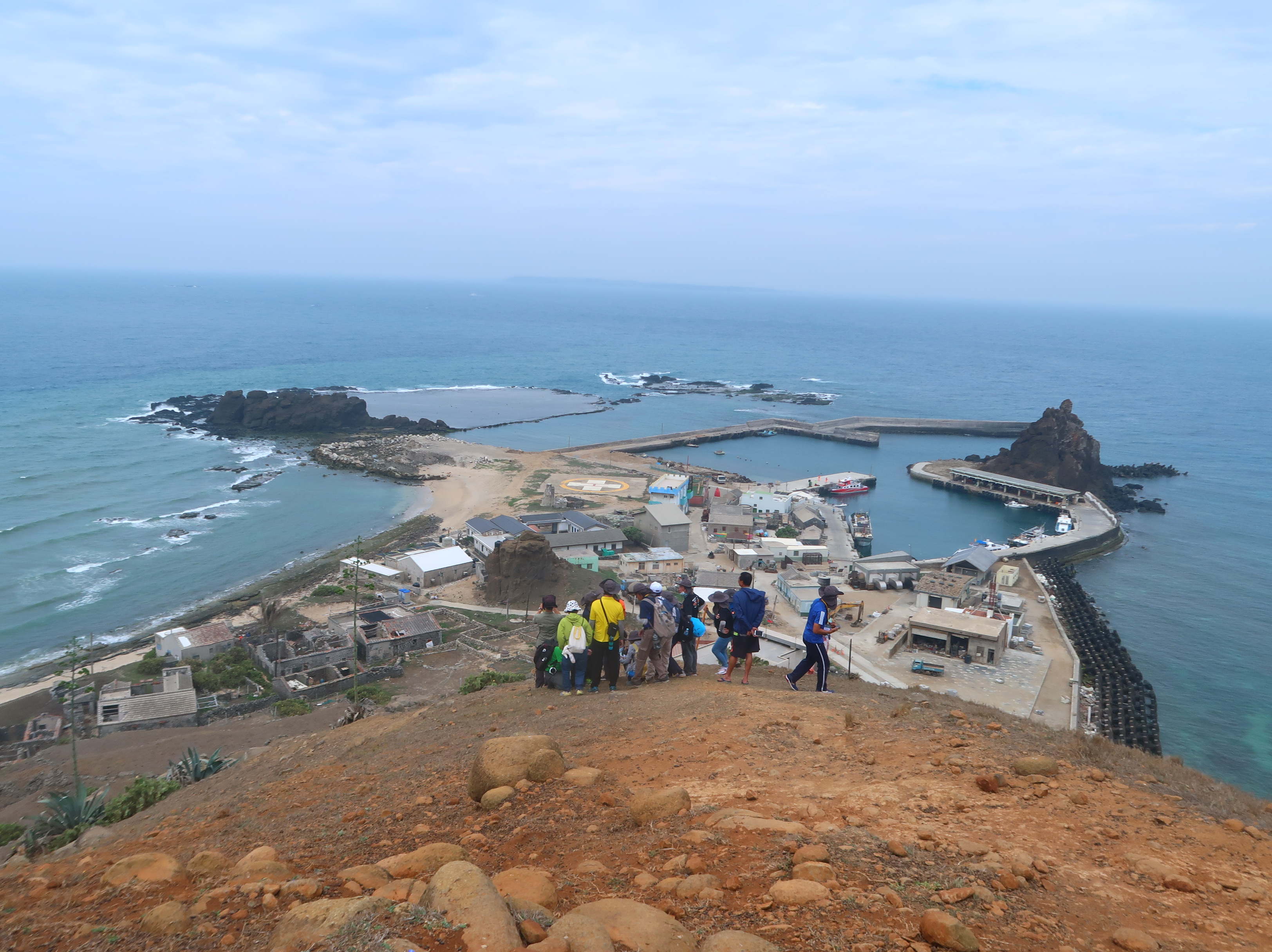
Fischereihafen auf der Insel Dongyuping  (Dorf Dongping)
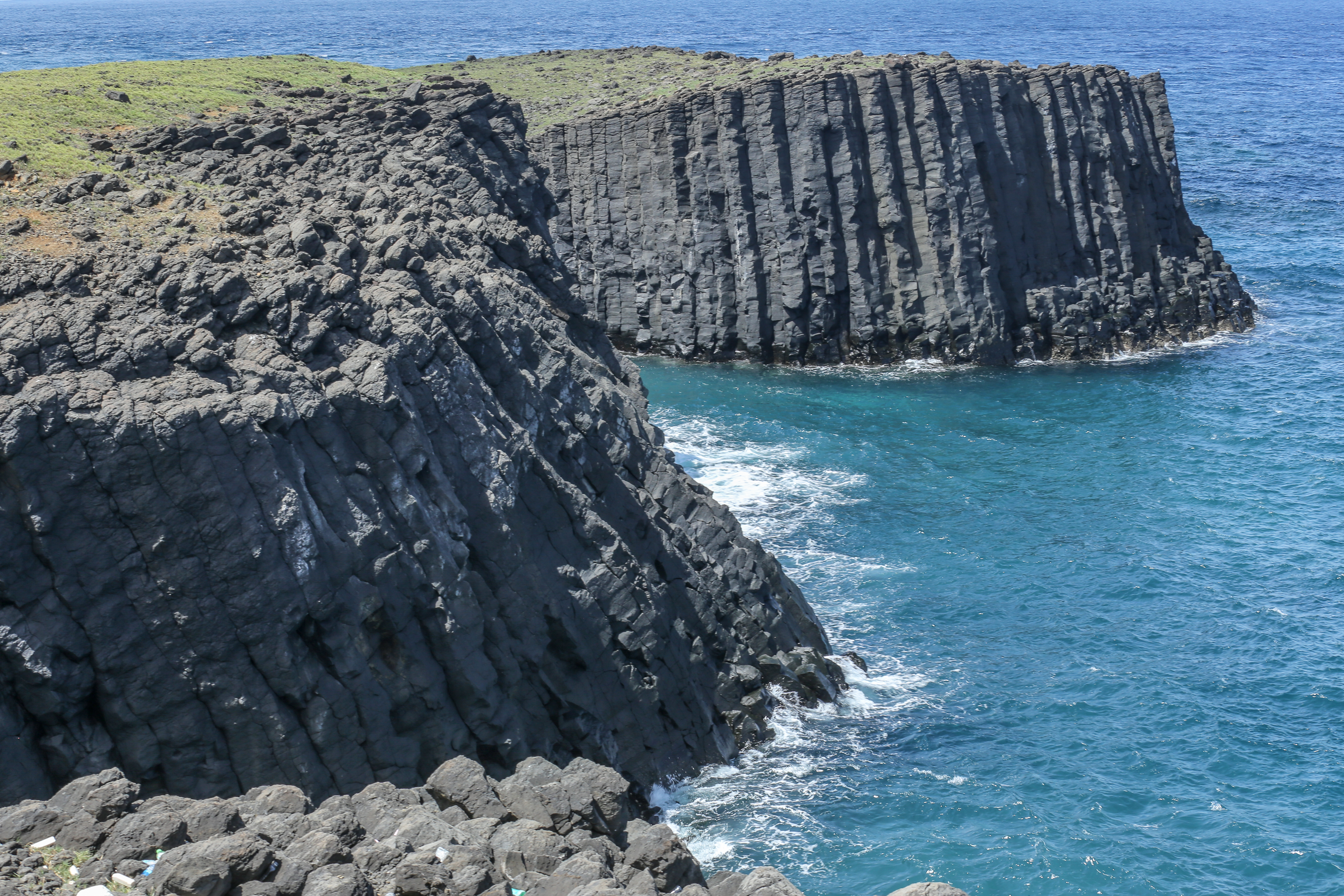
Säulenbasaltformationen auf der Insel Xiji
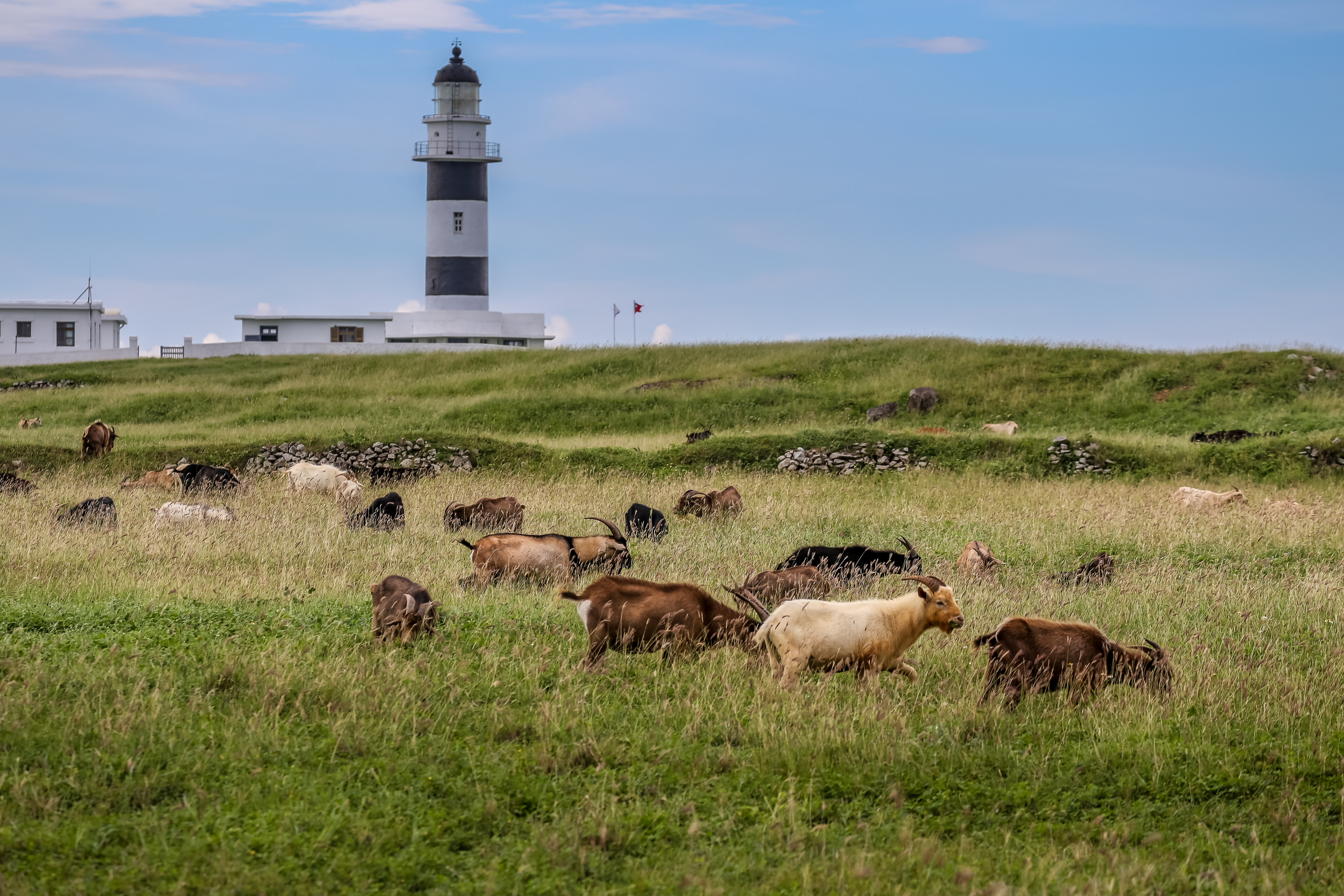
Leuchtturm auf der Insel Dongji